# Альбер I (князь Монако)
Альбе́р I (фр. Albert I; 13 ноября 1848 — 26 июня 1922), полное имя — Альберт Оноре Шарль Гримальди — одиннадцатый князь Монако с 1889 по 1922 год из династии Гримальди.

## Биография
Родился в Париже в 1848 году. Достигнув совершеннолетия, начал службу в военно-морском флоте Испании, где несколько лет прослужил штурманом.

### Научная деятельность
Во время франко-прусской войны служил во французском флоте, за боевые заслуги награждён орденом Почётного легиона. Позже, увлёкшись океанографией, посвятил много сил этой науке, активно участвуя в разнообразных морских экспедициях. Открыл Отмель Принцессы Алисы.
Оставив военную службу после окончания войны, Альбер занялся изучением Мирового океана. Принимал участие в 28 экспедициях по Атлантическому океану и Средиземному морю. Создал целый ряд приборов для изучения процессов, происходящих в Мировом океане. В составе экспедиций князя Альбера работали географы, ботаники, зоологи; результаты экспедиций были обобщены Альбером в книге, озаглавленной «Путь мореплавателя».
Он изобрел несколько приборов и разработал ряд методик для исследований океана. В 1906 году основал знаменитый Океанографический институт, который включает, помимо прочего, знаменитый Океанографический музей Монако. Также Альбер интересовался проблемами палеонтологии и основал в Париже Институт палеонтологии человека.
Иностранный член Парижской академии наук (1909; корреспондент с 1891), иностранный почётный член Петербургской академии наук (1910).

### Правление
Альбер был убеждённым пацифистом и приложил много усилий для популяризации своих убеждений на международной арене. В частности, он основал в Монако Международный институт мира, который должен был служить арбитражным судом по конфликтным международным проблемам.
В 1910 году массовые выступления подданных привели к тому, что 5 января 1911 года Альбер подписал конституцию Монако, но после начала Первой мировой войны она была отменена.
Перед Первой мировой Альбер неоднократно призывал германского императора Вильгельма II не приступать к боевым действиям. Когда война началась, Монако объявило о своём нейтралитете, но фактически выступало на стороне союзников, предоставляя свои курорты для лечения солдат.

### Развитие культурной жизни Монако
Вторая жена принца Мария Алиса Гейне оказала огромную финансовую поддержку княжеской казне, и Альбер сумел благодаря капиталу супруги превратить Монако в один из культурных центров Европы. В княжестве был построен оперный театр и создана знаменитая балетная труппа под руководством Сергея Дягилева.
Альбер был инициатором организации автомобильной гонки в Монте-Карло для привлечения большего числа туристов. Он также положил начало увлечению членов княжеской семьи филателией и заложил основу знаменитой коллекции марок, экспонируемой ныне в музее.

### Личная жизнь
- 21 сентября 1869 Альбер женился на Марии Виктории, дочери герцога Гамильтона. Вскоре у них родился сын Луи, но в 1880 году супруги развелись.
- 10 сентября 1889 Альбер женился вторично — на Марии Алисе Гейне, молодой вдове Арманда, седьмого герцога Ришельё. Несмотря на успешное начало брака, он вскоре распался. Ссора между супругами носила скандальный характер — так, однажды вечером в опере Альбер публично дал жене пощёчину. После этого инцидента супруги стали жить раздельно, хотя формально не были разведены.

## Память
- Альбер I изображён на ряде почтовых марок Монако.
- Князем Альбером была открыта отмель в районе принадлежащего Португалии архипелага Азорские острова, которая получила наименование Банка Принцессы Алисы по названию исследовательского судна «Принсесс-Алис», на котором проводилась экспедиция.

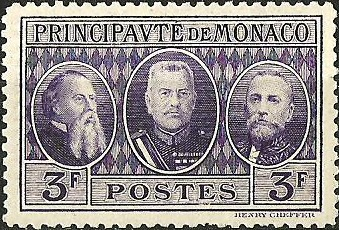
Карл III, Луи II и Альбер I на марке Монако 1928 года выпуска
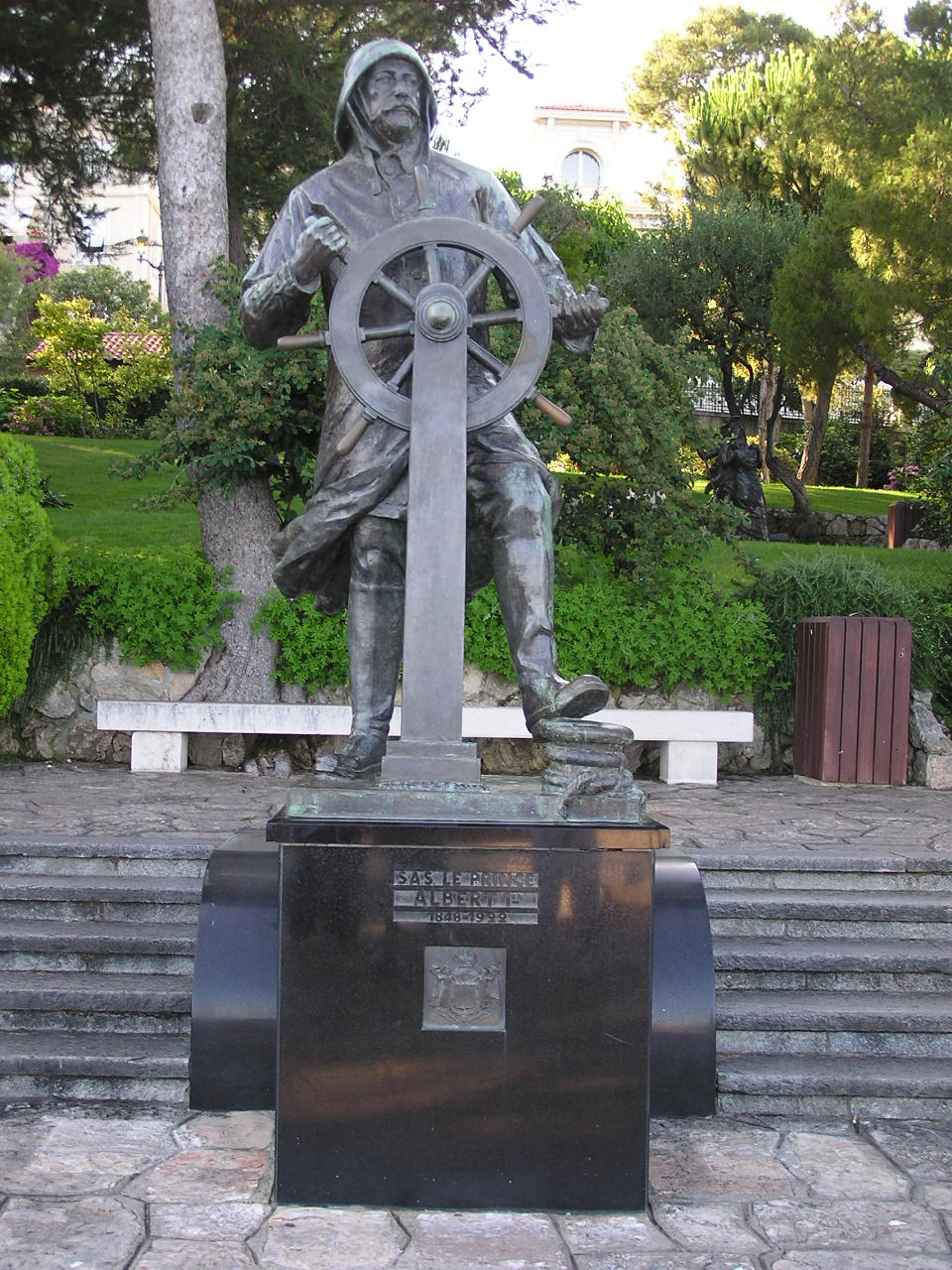
Памятник Альберу I в Монако